# Osvaldo Fattori
Osvaldo Fattori (24. květen 1923 San Michele Extra, Italské království – 13. březen 2002 Milán, Itálie) byl italský fotbalový obránce.
V roce 1942 pomohl Vicenze k postupu do nejvyšší ligy. Ve Vicenze zůstal do roku 1944, když odešel do Coma. Po válce se vrátil do Vicenzy. V sezoně 1946/47 byl hráčem Sampdorie. Po sezoně přestoupil do Interu, kde zůstal sedm let a vyhrál s ní dva tituly (1952/53, 1953/54). Od roku 1954 byl hráčem Brescie a zůstal jím do roku 1959, kdy končil kariéru.
Za reprezentaci odehrál čtyři utkání. Jedno utkání odehrál na MS 1950 proti Paraguayi (2:0).

## Hráčská statistika
| Sezóna  | Klub      | Liga      | Liga   | Liga | Ligové poháry | Ligové poháry | Ligové poháry | Kontinentální poháry | Kontinentální poháry | Kontinentální poháry | Celkem | Celkem |
| Sezóna  | Klub      | Soutěž    | Zápasy | Góly | Soutěž        | Zápasy        | Góly          | Soutěž               | Zápasy               | Góly                 | Zápasy | Góly   |
| ------- | --------- | --------- | ------ | ---- | ------------- | ------------- | ------------- | -------------------- | -------------------- | -------------------- | ------ | ------ |
| 1941/42 | Vicenza   | Serie B   | 34     | 2    | IP            | 1             | 0             | -                    | 0                    | 0                    | 35     | 2      |
| 1942/43 | Vicenza   | Serie A   | 17     | 0    | IP            | 1             | 0             | -                    | 0                    | 0                    | 18     | 0      |
| 1945/46 | Vicenza   | 1. divize | 25     | 1    | -             | 0             | 0             | -                    | 0                    | 0                    | 25     | 1      |
| 1946/47 | Sampdoria | Serie A   | 35     | 2    | -             | 0             | 0             | -                    | 0                    | 0                    | 35     | 2      |
| 1947/48 | Inter     | Serie A   | 39     | 1    | -             | 0             | 0             | -                    | 0                    | 0                    | 39     | 1      |
| 1948/49 | Inter     | Serie A   | 36     | 1    | -             | 0             | 0             | -                    | 0                    | 0                    | 36     | 1      |
| 1949/50 | Inter     | Serie A   | 34     | 3    | -             | 0             | 0             | -                    | 0                    | 0                    | 34     | 3      |
| 1950/51 | Inter     | Serie A   | 2      | 0    | -             | 0             | 0             | -                    | 0                    | 0                    | 2      | 0      |
| 1951/52 | Inter     | Serie A   | 34     | 0    | -             | 0             | 0             | -                    | 0                    | 0                    | 34     | 0      |
| 1952/53 | Inter     | Serie A   | 13     | 0    | -             | 0             | 0             | -                    | 0                    | 0                    | 13     | 0      |
| 1953/54 | Inter     | Serie A   | 20     | 2    | -             | 0             | 0             | -                    | 0                    | 0                    | 20     | 0      |
| 1954/55 | Brescia   | Serie B   | 32     | 5    | -             | 0             | 0             | -                    | 0                    | 0                    | 32     | 5      |
| 1955/56 | Brescia   | Serie B   | 19     | 0    | -             | 0             | 0             | -                    | 0                    | 0                    | 19     | 0      |
| 1956/57 | Brescia   | Serie B   | 20     | 1    | -             | 0             | 0             | -                    | 0                    | 0                    | 20     | 1      |
| 1957/58 | Brescia   | Serie B   | 9      | 0    | -             | 0             | 0             | -                    | 0                    | 0                    | 9      | 0      |
| 1958/59 | Brescia   | Serie B   | 8      | 1    | -             | 0             | 0             | -                    | 0                    | 0                    | 8      | 1      |
| Celkově | Celkově   | Celkově   | 377    | 19   | -             | 2             | 0             | -                    | 0                    | 0                    | 379    | 19     |

## Úspěchy

### Klubové
- 2× vítěz italské ligy (1952/53, 1953/54)

### Reprezentační
- 1× na MS (1950)
- 1× na MP (1948–1953)